# 石河光豊
石河 光豊（いしこ みつとよ）は、尾張藩家臣、美濃駒塚領主、石河家第8代当主。

## 生涯
尾張藩士石河光賢の子として生まれ、美濃駒塚領主の叔父光籌の婿養子となる。藩主斉朝の時代、藩士は物価の高騰で困窮し、一万石の大身である光豊も職を辞して領地の駒塚に移住したという（『名古屋市史』政治篇）。
享和3年（1803年）5月12日死去。家督は嫡男光茂が幼いため、養父光籌が再家督した。